# Tranh phun sơn

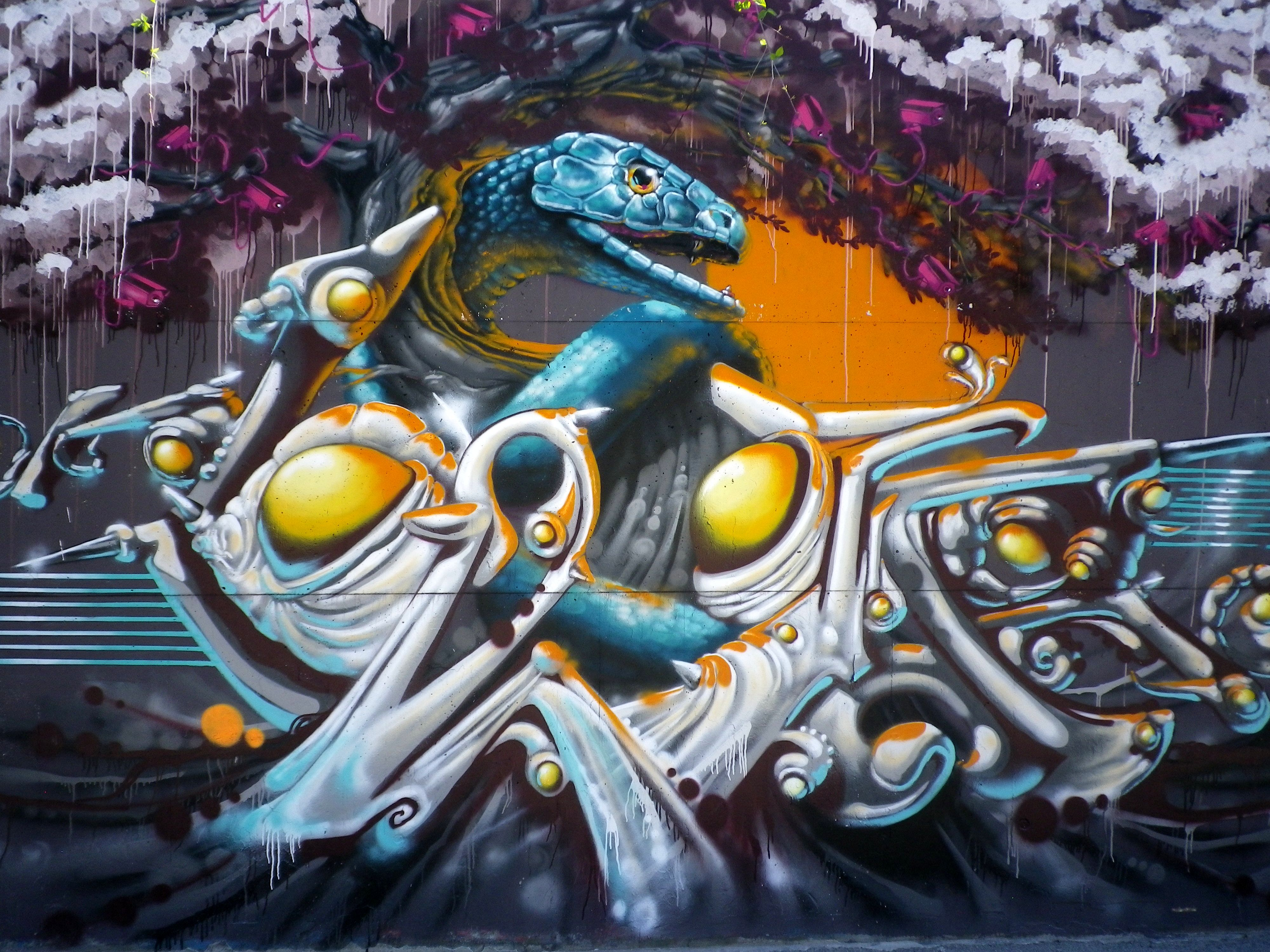
Một tranh phun sơn trên tường ở Hall of Fame, Ingolstadt, Đức.

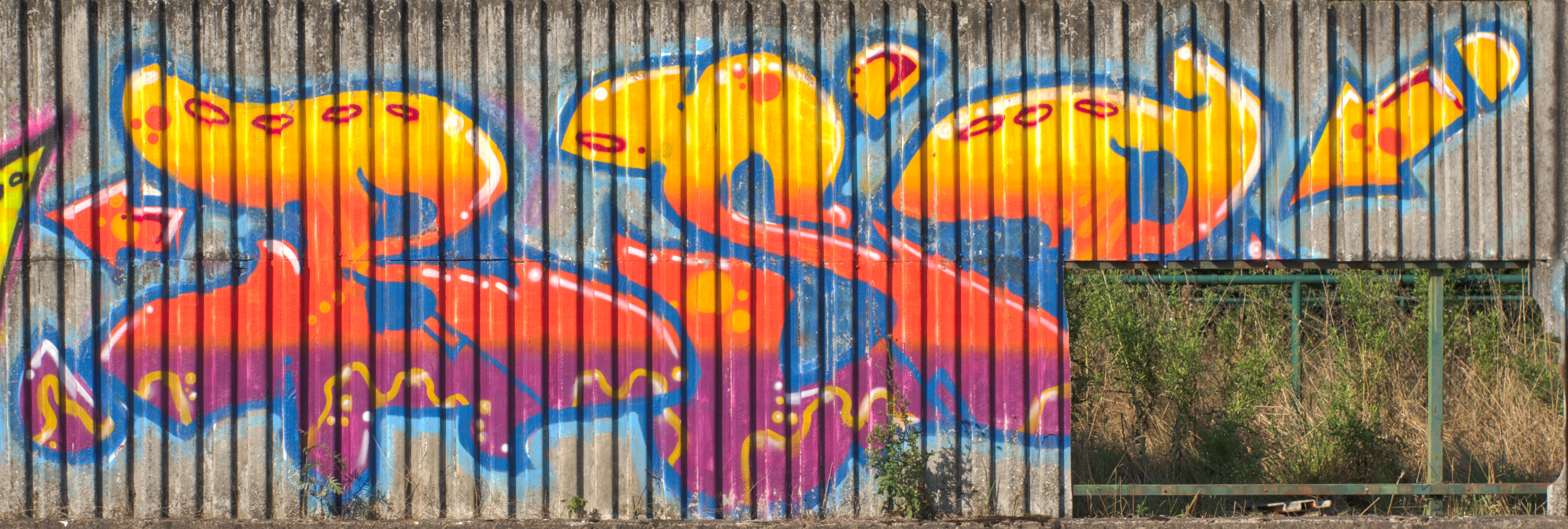
Tranh phun sơn ở Bayreuth, Bayern, Đức

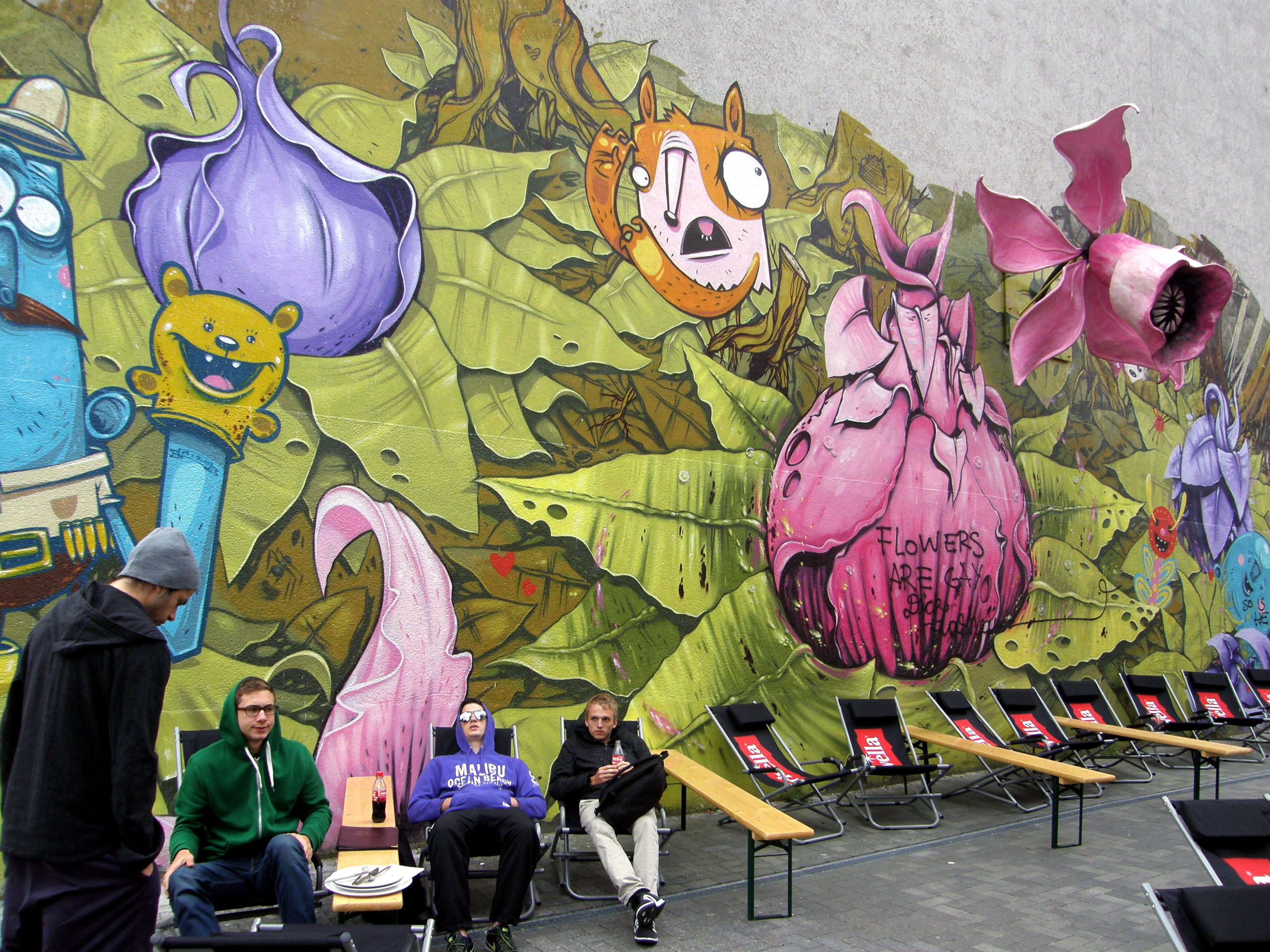
Graffiti ở Berlin Kreuzberg

Tranh phun sơn từ gốc tiếng Anh là Graffiti bắt nguồn từ tiếng Latin: Graffito có nghĩa là "hình vẽ trên tường" là tên gọi chỉ chung về những hình ảnh hoặc chữ viết kiểu trầy xước, nguệch ngoạc trên các bức tường ở các đường phố, khu phố và được vẽ bằng sơn hoặc đánh dấu bằng bất cứ vật liệu gì hay chỉ là vẽ bằng sơn xịt lên những nơi có bề mặt phẳng, rộng. Đây là một loại hình nghệ thuật công cộng hay nghệ thuật đường phố có thể hình thành bằng các hình thức đơn giản trên các bức tranh tường.

## Lịch sử
Graffiti đã tồn tại từ thời cổ đại, ở Hy Lạp cổ đại và Đế chế La Mã. Trong thời hiện đại thì sơn, đặc biệt là sơn phun và bút đánh dấu đã trở thành vật liệu được sử dụng phổ biến nhất cho loại hình nghệ thuật này. Trong hầu hết các quốc gia, việc vẽ các bức tranh trên tường mà không có sự đồng ý của chủ sở hữu bất động sản được xem là hủy hoại và phá hoại, mà là một tội phạm cần bị trừng phạt. Graffiti cũng có thể thể hiện những thông điệp xã hội của một bộ phận giới trẻ. Trong thời đại văn hóa hip hop, graffiti đã phát triển cùng với âm nhạc hip hop, b-boying, và các yếu tố khác.
Từ "graffiti" có nguồn gốc từ chữ "graphein" trong tiếng Hy Lạp - có nghĩa là viết. Sau này, nó trở thành từ "graffito" trong tiếng LaTinh. Và " Graffiti" là dạng số nhiều của "graffito". Hiểu cách đơn giản, graffiti là vẽ, viết chữ nguệch ngọac lên một bề mặt phẳng. Nghệ thuật "Graffiti" xuất hiện lần đầu tiên ở New York vào những năm 1970.Nghệ thuật "Graffiti" còn có một tên gọi khác là " mỹ thuật tội lỗi ".
Nghệ thuật "Graffiti" được những thanh niên đã vẽ lại tên họ của ở các chỗ công cộng như trạm điện thoại, trạm xe điện ngầm. Ban đầu chỉ là vài bức đơn giản sau đó được nhân rộng ra khắp khu New York. Nếu nói đến "Graffiti" thì bạn sẽ phải nhắc đến TAKI, ông tên thật là Demetrius, sinh ra tại Hy Lạp sau đó chuyển sang sống ở New York, ông làm rất nhiều việc, và thường đi lại bằng tàu điện ngầm, từ đó tác phẩm của Taki thường thấy ở rất nhiều nơi. Khi được tờ New York Times phỏng vấn,Taki bắt đầu nổi tiếng, các bạn trẻ bắt đầu làm theo.
Lúc đầu thì mọi người dùng viết và marker để vẽ, nhưng trên mặt tường thì khó vẽ vô cùng, bởi thế mọi người nhanh chóng chuyển sang dùng bình xịt (spray paint). Bình xịt có thể vẽ với mọi loại bề mặt, rất nhanh và dễ sử dụng. Đầu phun của bình xịt có thể tạo ra những mảng tranh đầy màu sắc. Nắp (gồm cả đầu phun) từ những bình chứa chất khử mùi, thuốc xịt côn trùng, WD-40, và các bình xịt khác có thể được tận dụng để tạo ra những đường lớn nhỏ khác nhau cho bức tranh.
Khi chính quyền thành phố đưa ra sắc lệnh "Graffiti", bỏ ngoài vòng pháp luật những thành phần graffiti- các loại thùng,nắp đựng sơn, thì họ sáng tạo ra nhiều cách ngụy trang sơn thông minh đã được nghĩ ra. Xi đánh giày, cây lăn tay và nhiều loại hộp không độc hại, đã được dùng để thay thế. Markers, bút vẽ nghệ thuật, viết có thành phần từ mỡ động vật, thường dùng trong nghệ thuật cũng được sử dụng. Thực tế, tất cả những thứ gì mà ta có thể dùng để vẽ trên tường thì đều có thể vẽ được, nhưng hầu hết các tagger đều chọn cho mình bình xịt làm "toy" của mình
Lúc đầu chỉ là những hình vẽ đơn giản, sau này ngày càng phát triển hơn, với những tác phẩm phức tạp, kích thước ngày càng lớn hơn, phong cách ngày càng đa dạng hơn, nổi bật là những hình được vẽ bằng kỹ thuật 3D. năm 1973 tờ NEWYORK MAGAZINES mở một cuộc bầu chọn tác phẩm xuất sắc nhất trong đường xe điện ngầm và từ đó thừa nhận một môn nghệ thuật mới mang tên 'Graffiti".Năm 1976,CAINE1 đã làm sửng sốt mọi người,khi ông đã hoàn tất một bức vẽ bao trùm cả một đường ống tàu điện ngầm, trong thời gian này rất nhiều bạn trẻ khắp nơi trên khắp thế giới sáng tạo kiểu cách cho riêng mình! Những kiểu chữ thông thường đã biến mất thay vào đó là những kiểu chữ méo mó dị dạng nhưng vẫn mang đậm chất nghệ thuật.

## Ở Việt Nam

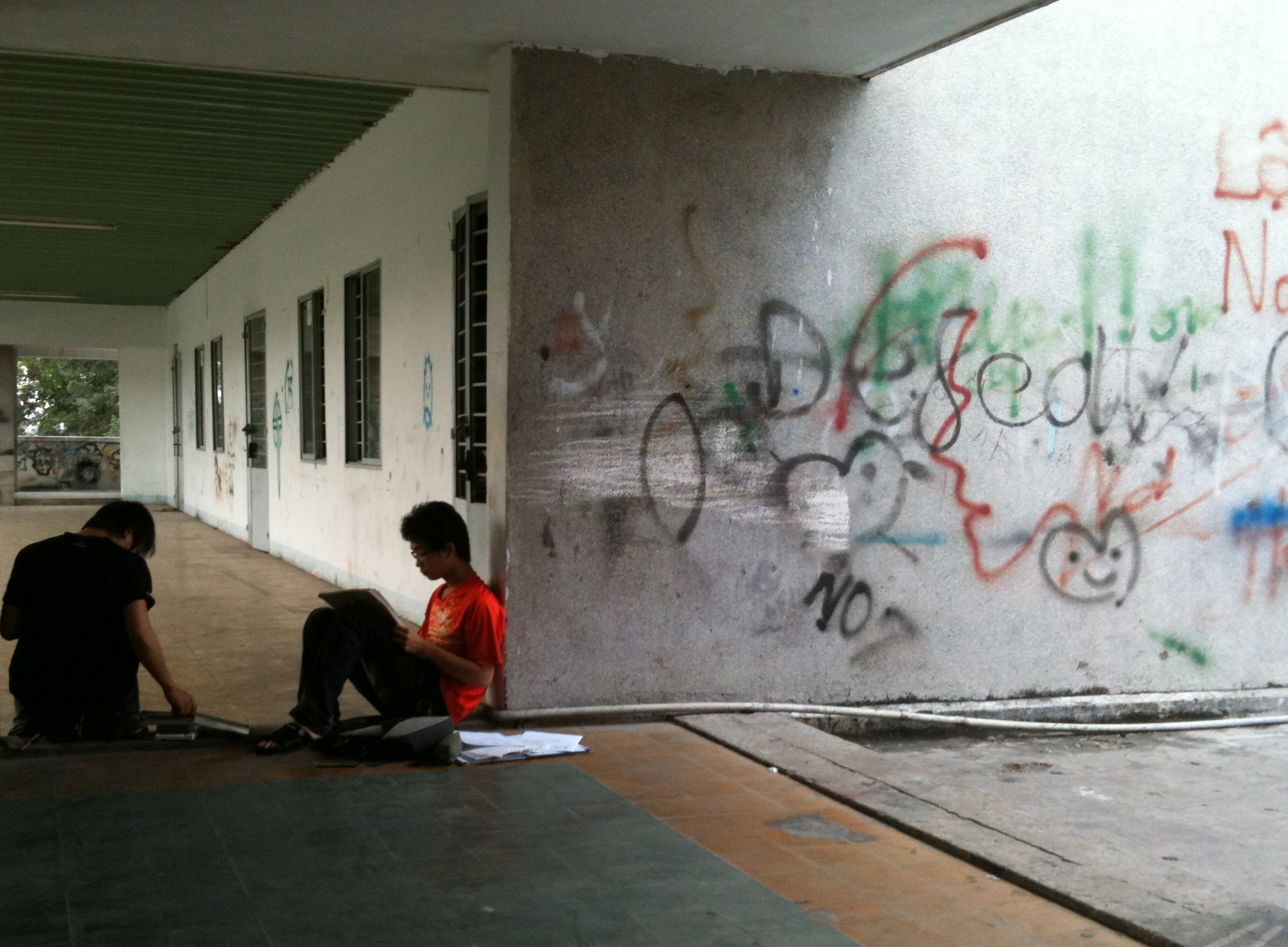
Graffiti ở trường Đại học Kiến trúc Thành phố Hồ Chí Minh

Tranh phun sơn được du nhập vào Việt Nam bởi những du học sinh có tư tưởng phóng khoáng và yêu nghệ thuật, tuy nhiên môn vẽ nghệ thuật này trở nên xấu trong mắt người dân thành phố với hàng loạt những hình vẽ bôi bẩn phố phường. Vì du nhập một cách nửa mùa nên cách thể hiện những hình ảnh nhem nhuốc bởi đủ thứ các loại màu sơn khiến cho các bức tường trở nên bẩn thỉu, xấu xí, nhiều chỗ sơn mới chồng lên sơn cũ, hình vẽ sau đè lên hình vẽ trước càng làm cho cảnh tượng thêm nhếch nhác. Nhiều người dị ứng với những hình vẽ Graffiti trên đường phố vì đa phần chúng được vẽ một cách tràn lan, bôi bẩn các con đường chứ không phải ác cảm với loại hình nghệ thuật này.